# Stal chirurgiczna
Stal chirurgiczna – rodzaj stali stosowanej w medycynie, np. do wyrobu niektórych narzędzi chirurgicznych, oraz w technikach niemedycznych, w których dochodzi do przekłuwania skóry (np. elementy piercingu lub igły do tatuażu) lub stałego kontaktu metalu ze skórą (biżuteria).
Wyróżnia się cztery kategorie w klasyfikacji ogólnej: 
- Seria stali 200 zawierająca chrom, nikiel i mangan,
- Seria stali 300 zawierająca chrom i nikiel
- Seria stali 400 zawierająca chrom
- Seria stali 500 mająca niski poziom chromu

Najbardziej odporna na korozję jest seria 300.

## Stal 316L
Jest to podtyp stali serii 300. Wykonuje się z niej śruby podtrzymujące złamane kości i elementy uzupełniające ich braki, elementy protetyczne, ortopedyczne, igły chirurgiczne lub elektrody rozruszników serca. Stosuje się ją do wyrobu elementów stosowanych w piercingu oraz biżuterii, a także igieł do tatuażu. 
W jej skład oprócz żelaza wchodzą: chrom: 16,5–18,5%, nikiel: 10–13%, molibden: <2%, krzem: <1% oraz węgiel, fosfor, siarka, azot – poniżej 0,05% każdy.
Pomimo że zawiera ona nikiel, który może wywoływać alergię, u większości ludzi nie powoduje takiego efektu ze względu na swoją wysoką odporność chemiczną. Np. ilość niklu przedostająca się do organizmu z kolczyków ze stali chirurgicznej 316L to 0,01 μg/cm²/tydzień. 